# Marcus Ambivius

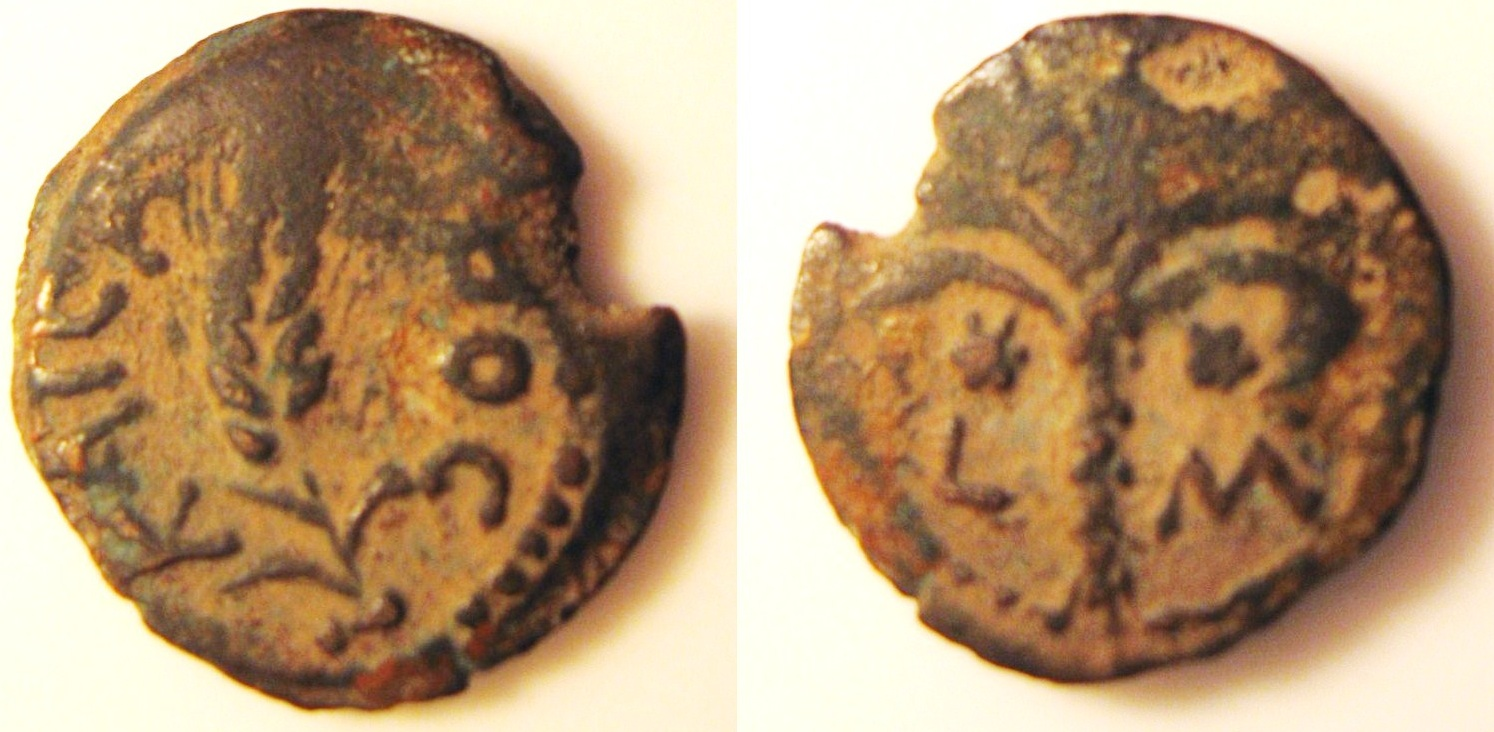
Munt van Marcus Ambivius, gedateerd in jaar 40 van de regering van keizer Augustus

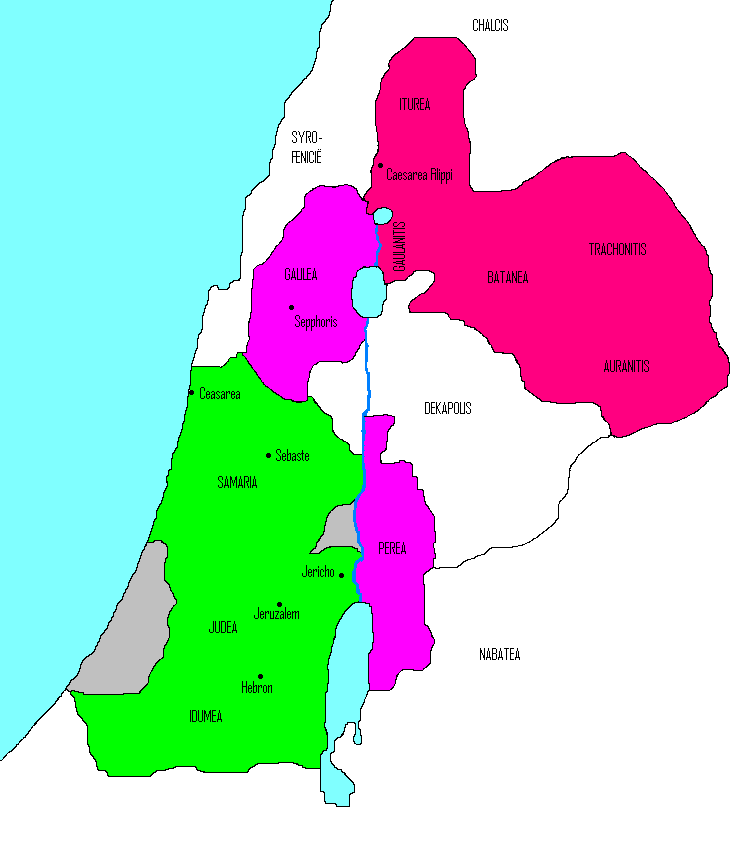
provincia Judea
gebieden van Salomé

Marcus Ambibulus was de tweede praefectus over Judea. Hij bestuurde de Romeinse provincie van 9 tot 12 na Chr.
Tijdens zijn ambtsperiode overleed Salomé, de zus van Herodes de Grote. De gebieden die onder haar bestuur vielen, liet zij na aan Iulia Augusta, de vrouw van keizer Augustus. Zij maakte er aanvankelijk een eigen lustoord van, dat zij later aan heel de keizerlijke familie beschikbaar stelde. Van Ambibulus werd verwacht dat hij ervoor zou zorgen dat de gebieden voldoende bescherming van Romeinse troepen ontvingen. In later tijd werden de betreffende gebieden toegevoegd aan de provincie Judea.
Evenals zijn voorganger Coponius liet Ambibulus bronzen munten slaan en vermeed hij daarop personen af te beelden, aangezien veel Joden dit zouden opvatten als een overtreding van het tweede gebod. Ambibulus gebruikte dezelfde symbolen op zijn munten als Coponius: aan de ene zijde een rijpe korenaar, aan de andere zijde een vruchtdragende dadelpalm.
Na drie jaar werd Ambibulus opgevolgd door Annius Rufus.

## Antieke bron
- Flavius Josephus, Ant. XVIII 31-32.